# Ryan Woodman
Pour les articles homonymes, voir Woodman.

a Compétitions nationales et continentales officielles uniquement.

b Matchs officiels uniquement.
Dernière mise à jour le 2 août 2025.
Ryan Woodman, né le 2 février 2004 à Newport (pays de Galles), est un joueur gallois de rugby à XV évoluant principalement au poste de troisième ligne aile. Il joue en United Rugby Championship au sein de la franchise régionale des Dragons.

## Biographie

### Jeunesse et formation
Ryan Woodman naît le 2 février 2004 à Newport au pays de Galles dans une famille originaire d'Angleterre qui s'est installée au pays de Galles peu de temps avant sa naissance,. Durant sa jeunesse, il grandit à Caerphilly. Par la suite, il s'installe à Caldicot avec sa famille et est scolarisé au sein de la Caldicot School (en),. Dans cette localité, il commence la pratique du rugby à XV au sein du Caldicot RFC (en), le même club qui a notamment vu passer Ben Carter dans ses rangs, son futur coéquipier,. Puis, il continue sa formation au sein de la franchise régionale des Dragons où il joue avec les équipes de jeunes des moins de seize ans, dont il est notamment le capitaine, et des moins de dix-huit ans, avant d'intégrer l'Academy (centre de formation) après avoir signé son premier contrat en juin 2021. En parallèle, il commence également à jouer avec l'équipe de Newport RFC dans la Welsh Premiership,.
Durant la pré-saison 2021-2022, alors âgé de seulement dix-sept ans, il participe à la préparation de la saison avec l'effectif professionnel des Dragons.
Au mois de janvier 2022, il est convoqué pour la première fois avec l'équipe du pays de Galles des moins de 20 ans afin de disputer le Tournoi des Six Nations des moins de 20 ans, alors qu'il est notamment toujours éligible pour représenter la sélection des moins de 18 ans dont il a notamment été capitaine de cette dernière,. Il est titularisé lors de trois rencontres au poste de deuxième ligne. Plus tard cette année, en juin, il est de nouveau convoqué pour les Six Nations Summer Series des moins de 20 ans,. Avec la présence de Dafydd Jenkins et de Christ Tshiunza en deuxième ligne, il retrouve son poste de prédilection en disputant les deux premiers matchs au poste de troisième ligne aile, puis les deux derniers en troisième ligne centre après la blessure du titulaire du poste,. Les jeunes Gallois se qualifient jusqu'en finale de la compétition mais ils s'inclinent face à l'Afrique du Sud sur le score de 47 à 27. Son sélectionneur, Byron Hayward (en), apprécie son profil de joueur polyvalent et dit de lui qu'il est un joueur très prometteur,.

### Carrière professionnelle
En décembre 2022, Ryan Woodman est retenu pour la première fois avec l'équipe professionnelle des Dragons pour disputer une rencontre de Challenge Cup face à la Section paloise. Aligné en tant que remplaçant, il entre en jeu en milieu de seconde période et fait donc ses débuts professionnels à seulement dix-huit ans,,. En janvier suivant, malgré une blessure subit au cours de ce mois en Welsh Premiership contre Cardiff RFC, il est sélectionné pour disputer le Tournoi des Six Nations des moins de 20 ans 2023 dont il est nommé capitaine de la sélection galloise,,. Durant la compétition, il dispute les deux premières journées en tant que titulaire au poste de troisième ligne aile puis de deuxième ligne. Lors de la semaine où la compétition ne se joue pas, le 18 février 2023, il fait ses débuts en United Rugby Championship (URC) avec les Dragons lorsqu'il remplace Ross Moriarty en seconde période face au Leinster. De retour avec la sélection galloise des moins de 20 ans, il dispute les trois dernières journées en tant que titulaire en troisième ligne aile. Cependant, son équipe termine la compétition à la dernière place sans aucune victoire et récolte la première Cuillère de bois de l'histoire de cette sélection dans le Tournoi des Six Nations des moins de 20 ans. Au total, il dispute deux rencontres avec sa province cette saison-là. Au mois de juin, il est sélectionné pour disputer le Championnat du monde junior 2023, toujours en tant que capitaine. Pendant la compétition, il est titulaire pour les cinq rencontres que son équipe dispute et inscrit notamment son premier essai en sélection lors de la dernière rencontre face à l'Australie. Avec sa sélection, ils sont classés sixièmes avec un bilan de deux victoires et trois défaites.
En début de saison 2023-2024, il connaît sa première titularisation avec les Dragons lors d'une rencontre d'URC disputée en novembre 2023 face au Munster, à cette occasion il inscrit également son premier essai en professionnel. Par la suite, il enchaîne trois rencontres en tant que remplaçant et est titularisé pour la première fois en Challenge Cup en décembre face à Oyonnax Rugby,. En janvier suivant, il subit une blessure au pouce qui le rend forfait pour le Tournoi des Six Nations des moins de 20 ans 2024 et peut-être pour le reste de la saison. Début avril, il signe une prolongation de contrat le faisant rester jusqu'en 2027 chez les Dragons. Le mois suivant, il fait son retour sur les terrains et dispute les deux derniers matchs de la saison d'URC,. Pendant la saison, il dispute dix rencontres avec les Dragons, dont la moitié comme titulaire tout en inscrivant un essai. En juin, il fait son retour en sélection galloise des moins de 20 ans, retrouvant le capitanat, à l'occasion du Championnat du monde junior,. Il est titulaire durant les cinq matchs de la compétition où son équipe termine à la huitième place,.
Pour la saison 2024-2025, il est dans l'optique de s'imposer au sein de l'effectif des Dragons, tout en continuant à gagner de l'expérience auprès de Dan Lydiate qui l'a beaucoup aidé à progresser. Durant la saison, il se montre très performant dans le domaine de la touche, ainsi qu'au plaquage et dans les zones de ruck. Il profite notamment des nombreuses blessures au sein de l'effectif des Dragons pour acquérir du temps de jeu, disputant dix-huit des vingt-deux matchs de la province, dont quinze comme titulaire, notamment six en deuxième ligne. Pour cette première saison complète en senior, il est nommé Dragons' Young Player of the Year (jeune joueur de l'année des Dragons).

## Statistiques

### Statistiques en équipe nationale
Ryan Woodman dispute vingt-deux matchs, tous en tant que titulaire, avec l'équipe du pays de Galles des moins de 20 ans en trois saisons, prenant part à deux éditions du Tournoi des Six Nations des moins de 20 ans en 2022 et 2023, à une édition des Six Nations Summer Series en 2022 et à deux éditions du Championnat du monde junior en 2023 et 2024. Il inscrit cinq points, un essai.

## Palmarès

### En équipe nationale
- Finaliste des Six Nations Summer Series en 2022 avec l'équipe du pays de Galles des moins de 20 ans.

### Distinctions personnelles
- Élu Dragons' Young Player of the Year en 2025.